# Elymotrigia bobrovica
Elymotrigia bobrovica är en gräsart som beskrevs av Kotukhov. Elymotrigia bobrovica ingår i släktet Elymotrigia och familjen gräs. Inga underarter finns listade i Catalogue of Life.